# Mister Mom
Pour plus de détails, voir Fiche technique et Distribution.
Mister Mom (Mr. Mom) est un film américain réalisé par Stan Dragoti, sorti en 1983.

## Synopsis
Alors que Jack se retrouve au chômage, sa femme Caroline trouve un emploi dans une agence de pub. C'est donc à Jack de s'occuper des enfants et de faire les tâches ménagères. Toutefois, il ne se montre pas tout à fait à la hauteur.

## Fiche technique
Source : IMDb
- Titre français : Mister Mom - Profession: père au foyer
- Titre original : Mr. Mom
- Réalisation : Stan Dragoti
- Scénario : John Hughes
- Musique : Lee Holdridge
- Photographie : Victor J. Kemper
- Montage : Patrick Kennedy
- Production : Lynn Loring & Lauren Shuler Donner
- Société de production : Aaron Spelling Productions & Sherwood Productions
- Société de distribution : 20th Century Fox Film Corporation
- Pays de production :  États-Unis
- Langue : Anglais
- Format : Couleur - Mono - 35 mm - 1.85:1
- Genre : Comédie
- Durée : 88 minutes
- Date de sortie : 
  - États-Unis : 22 juillet 1983 : sortie limitée ; 19 août 1983 : sortie nationale
  - France : 30 mai 1984
  - Canada : 31 janvier 2006 (DVD)
- Public : Tous

## Distribution
Source : IMDb
- Michael Keaton (VF : Érik Colin) : Jack Butler
- Teri Garr (VF : Emmanuèle Bondeville) : Caroline Butler
- Martin Mull (VF : Bernard Murat) : Ron Richardson
- Ann Jillian (VF : Élisabeth Margoni) : Joan
- Jeffrey Tambor (VF : Michel Bedetti) : Jinx
- Carolyn Seymour (VF : Anne Kerylen) : Eve
- Fred Koehler (VF : Jackie Berger) : Alex Butler
- Miriam Flynn : Annette
- Christopher Lloyd (VF : Michel Derain) : Larry
- Valri Bromfield : Doris
- Michael Alaimo (VF : Roger Crouzet) : Phil
- Tom Leopold : Stan
- Graham Jarvis : Humphries
- Courtney White : Megan Butler
- Brittany White : Megan Butler

## Anecdotes
- Michael Keaton et Christopher Lloyd se retrouveront 6 ans plus tard dans la comédie Une journée de fous d'Howard Zieff.
- Il s'agit du premier film de Michael Keaton en tête d'affiche.
- Michael Keaton refusa de tourner Splash pour ce film.
- Ron Howard fut approché pour réaliser mais il était déjà engagé sur Splash.
- Dabney Coleman, Jeffrey Jones et Jack Nicholson furent évoqués pour le rôle de Ron Richardson.
- Chevy Chase, Michael Douglas, Steve Martin ou encore John Travolta furent eux considérés pour le rôle de Jack Butler.
- Karen Allen, Jane Curtin, Farrah Fawcett et Sally Field furent approchées pour incarner le rôle de Caroline Butler finalement dévoué à Teri Garr.
- Le film est cité et montré dans le premier épisode de la saison 2 de Stranger Things.

- Dans le film il y a une référence à E.T l'extra-terrestre en effet on peut voir E.T et les enfants prennent sa voix en l'imitant.